# Mateusz Cetnarski
Mateusz Cetnarski (Kolbuszowa, 6 luglio 1988) è un ex calciatore polacco, di ruolo centrocampista.

## Carriera

### Club
A giugno del 2011 firma un triennale con lo Śląsk Breslavia.

### Nazionale
Fa il suo debutto in nazionale in amichevole il 2 giugno 2010 nel pareggio per 0-0 contro la Serbia.

## Statistiche

### Cronologia presenze e reti in nazionale
| Cronologia completa delle presenze e delle reti in nazionale ― Polonia | Cronologia completa delle presenze e delle reti in nazionale ― Polonia | Cronologia completa delle presenze e delle reti in nazionale ― Polonia | Cronologia completa delle presenze e delle reti in nazionale ― Polonia | Cronologia completa delle presenze e delle reti in nazionale ― Polonia | Cronologia completa delle presenze e delle reti in nazionale ― Polonia | Cronologia completa delle presenze e delle reti in nazionale ― Polonia | Cronologia completa delle presenze e delle reti in nazionale ― Polonia |
| Data                                                                   | Città                                                                  | In casa                                                                | Risultato                                                              | Ospiti                                                                 | Competizione                                                           | Reti                                                                   | Note                                                                   |
| ---------------------------------------------------------------------- | ---------------------------------------------------------------------- | ---------------------------------------------------------------------- | ---------------------------------------------------------------------- | ---------------------------------------------------------------------- | ---------------------------------------------------------------------- | ---------------------------------------------------------------------- | ---------------------------------------------------------------------- |
| 2-6-2010                                                               | Kufstein                                                               | Polonia                                                                | 0 – 0                                                                  | Serbia                                                                 | Amichevole                                                             | -                                                                      | 71’                                                                    |
| 8-6-2010                                                               | Murcia                                                                 | Spagna                                                                 | 6 – 0                                                                  | Polonia                                                                | Amichevole                                                             | -                                                                      | 87’                                                                    |
| Totale                                                                 |                                                                        | Presenze                                                               | 2                                                                      |                                                                        | Reti                                                                   | 0                                                                      |                                                                        |

## Palmarès

### Club

#### Competizioni nazionali
- Ekstraklasa: 1

Śląsk Breslavia: 2011-2012
- Supercoppa di Polonia: 1

Śląsk Breslavia: 2012